# Bistolida erythraeensis
Bistolida erythraeensis, ốc sứ Biển Đỏ, là một loài ốc biển, ốc sứ, một động vật thân mềm chân bụng sống ở biển trong họ Cypraeidae.

## Mô tả

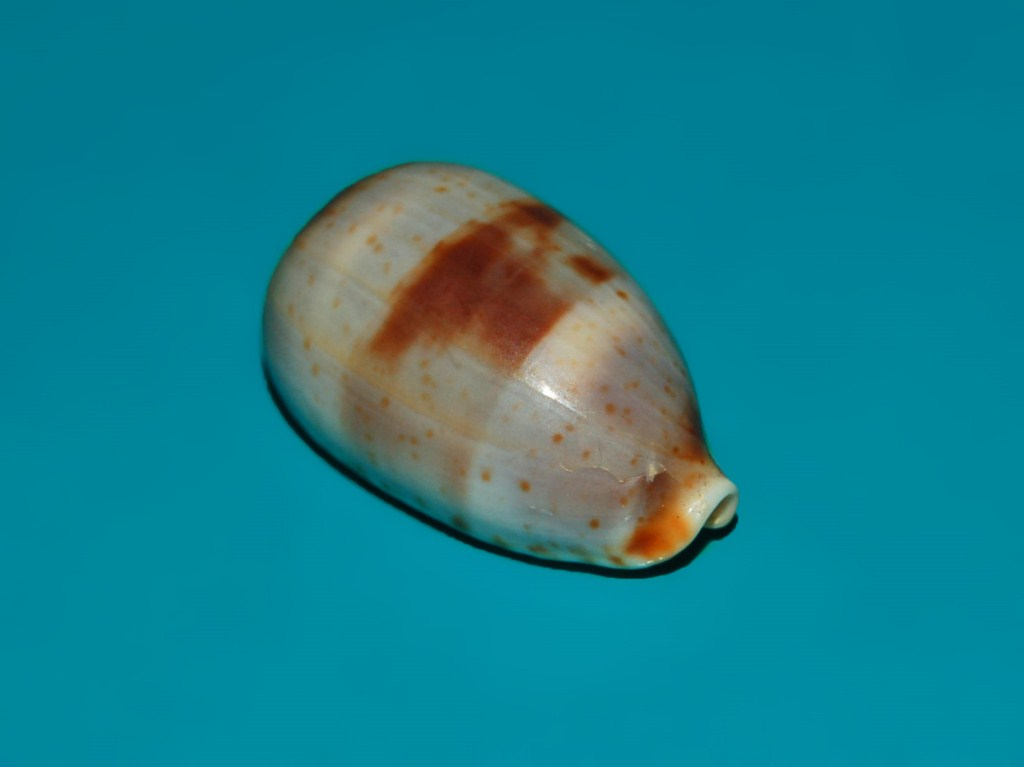
Bistolida erythraeensis, đầu trước về phía bên phải.

Những con ốc sứ kém phổ biến này có thể đạt chiều dài tới 12–22 milimét, với kích thước tối đa là 32 milimét. Bề mặt vỏ nhẵn, bóng. Mặt lưng có màu xám hoặc hơi xanh nhạt với các đốm và đốm nhỏ màu nâu không đều, một hoặc nhiều dải ngang và hai đốm nâu ở mỗi đầu, trong khi phần gốc có màu xám trắng với một số đốm nâu. Hình dạng của vỏ là hình bầu dục thuôn dài, khẩu độ dài và hẹp, môi ngoài và môi trong có răng mịn, có rãnh hình lưỡi. Ở những con còn sống, lớp áo và bàn chân phát triển tốt, thường có râu bên ngoài. Lớp vỏ mỏng, trong suốt và màu trắng xám, có nhiều nhú màu trắng và bao phủ gần như hoàn toàn vỏ.

## Phân bố
Loài này có thể được tìm thấy ở Biển Đỏ, và các biển dọc theo Aden, Eritrea, Somalia, Tanzania và Zanzibar.

## Môi trường sống
Những con ốc sứ này sống ở vùng nước ấm nhiệt đới và cận nhiệt đới, từ vùng triều đến rạn san hô nông, ở độ sâu khoảng 5–25 m, chủ yếu ở các rạn san hô, trong hang động, dưới phiến đá hoặc dưới đáy biển đầy cát. Chúng sợ ánh sáng ban ngày và tìm kiếm thức ăn vào lúc bình minh hoặc hoàng hôn như tảo, bọt biển, san hô và động vật giáp xác nhỏ.